# Masdevallia attenuata
Masdevallia attenuata är en orkidéart som beskrevs av Heinrich Gustav Reichenbach. Masdevallia attenuata ingår i släktet Masdevallia och familjen orkidéer. Inga underarter finns listade i Catalogue of Life.

## Bildgalleri

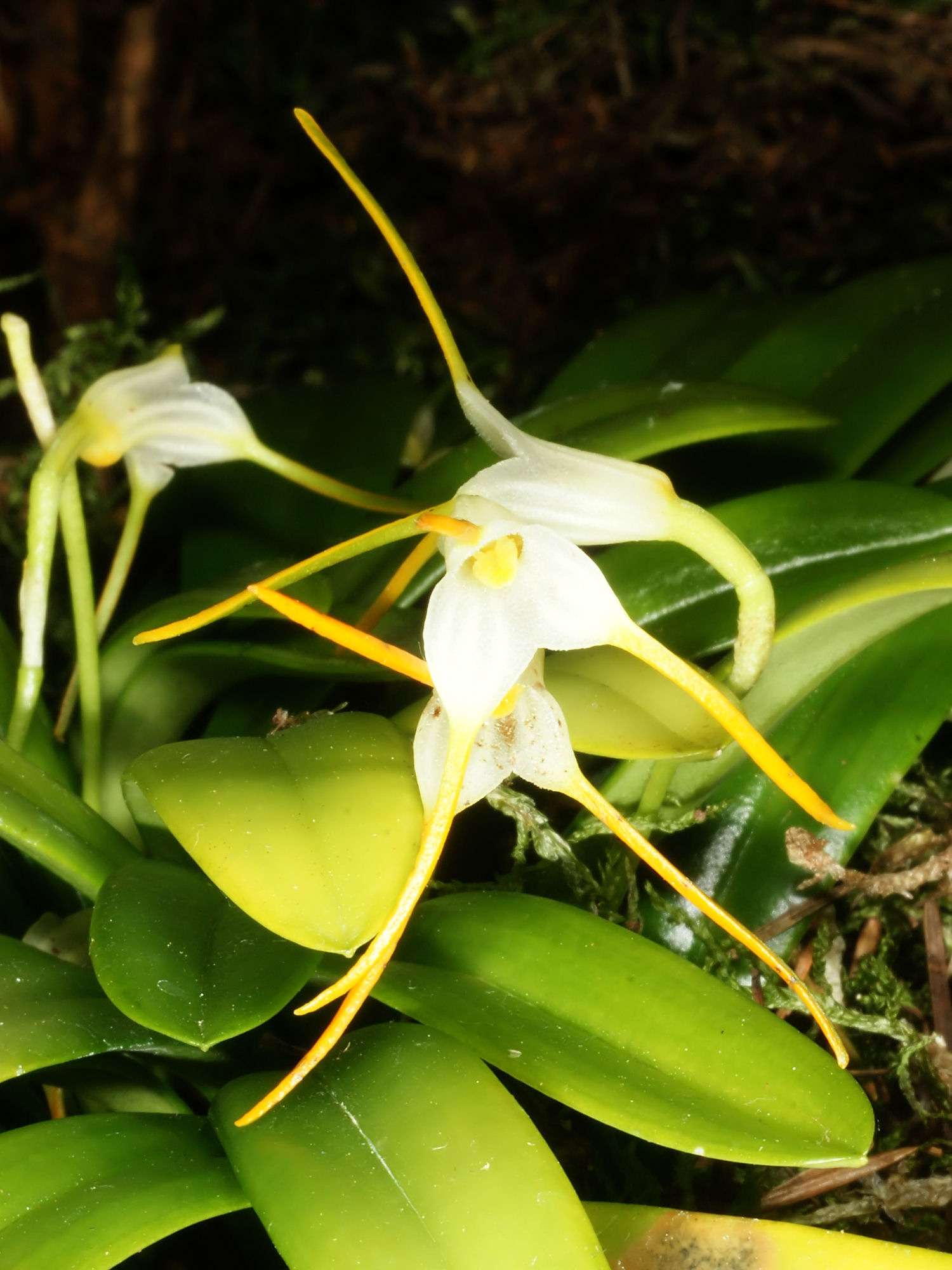
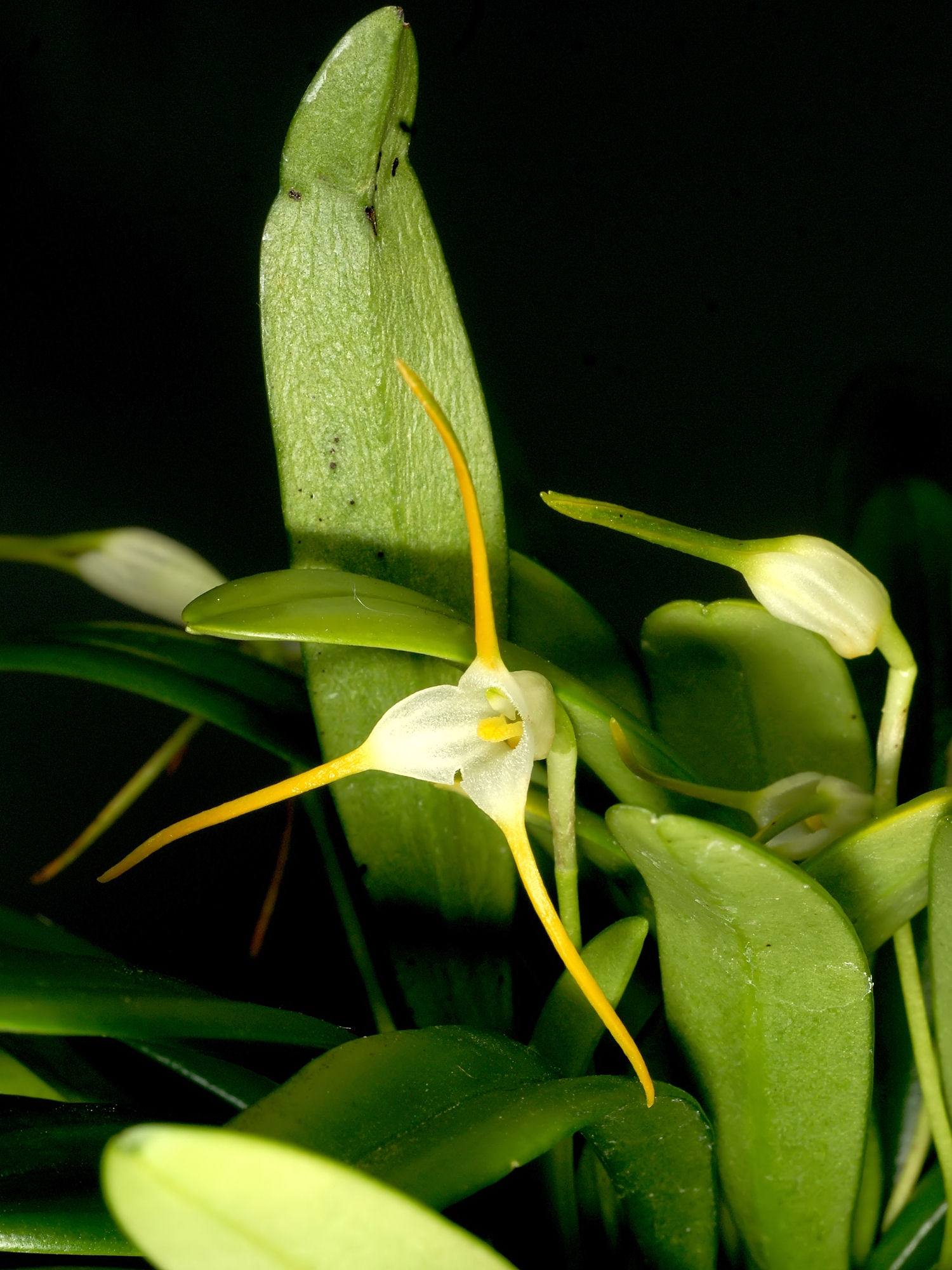
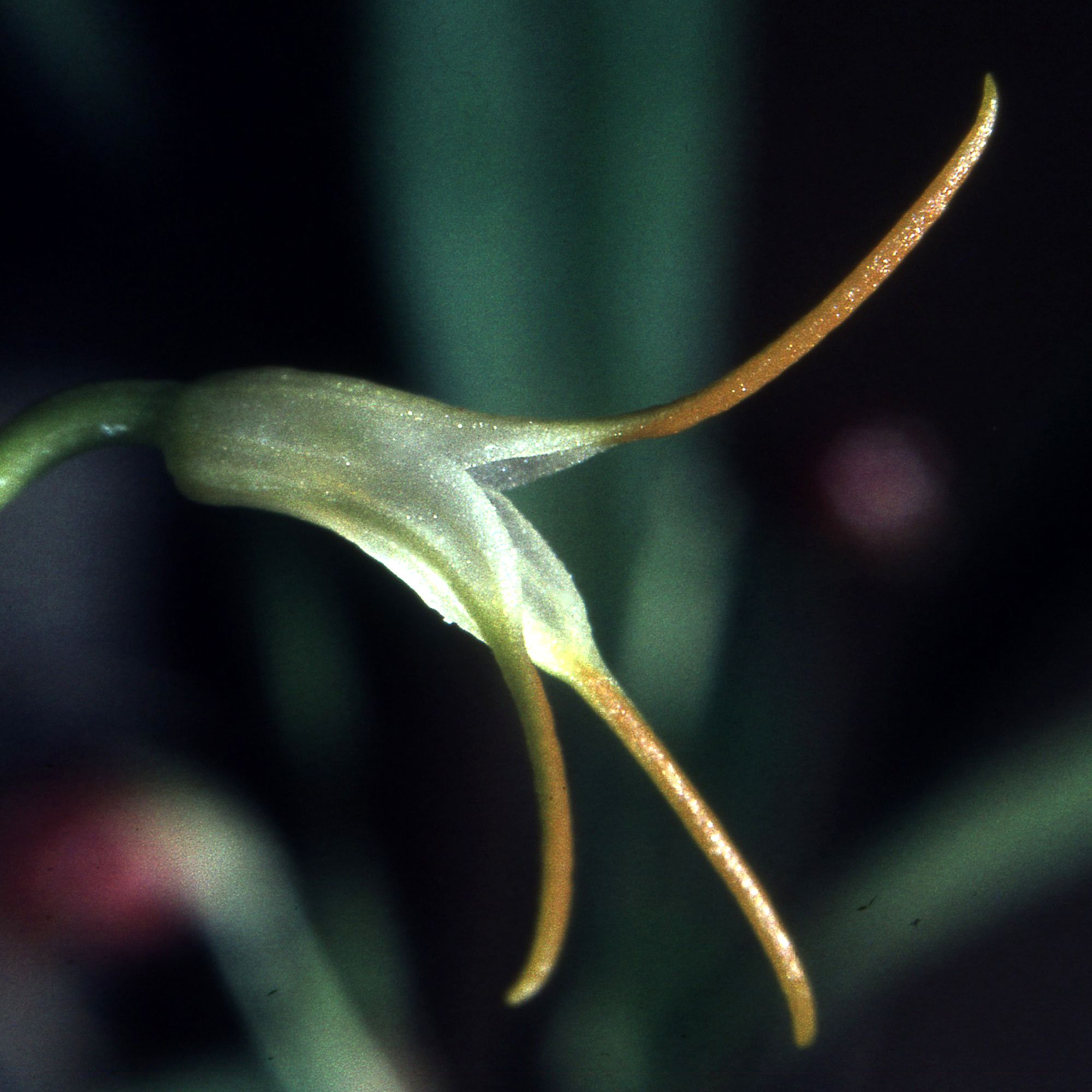
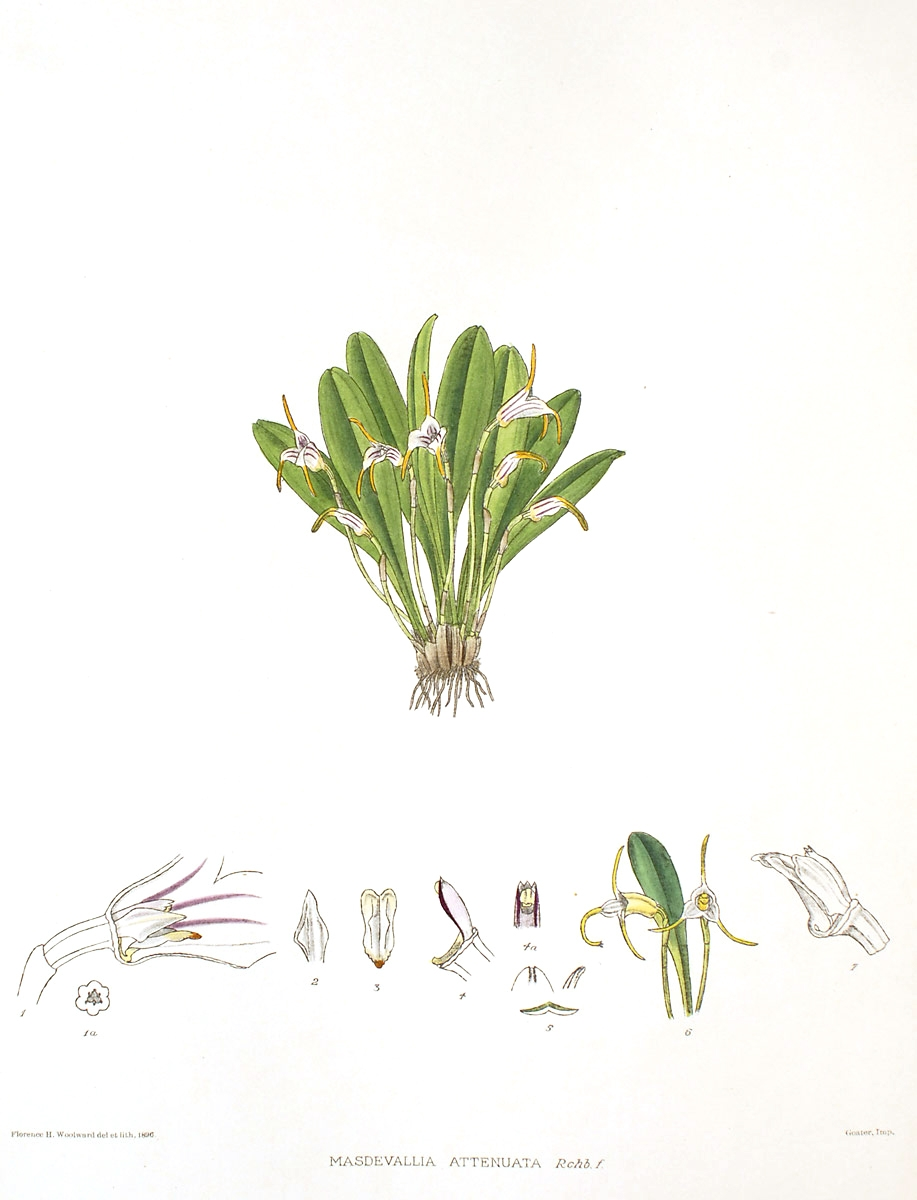
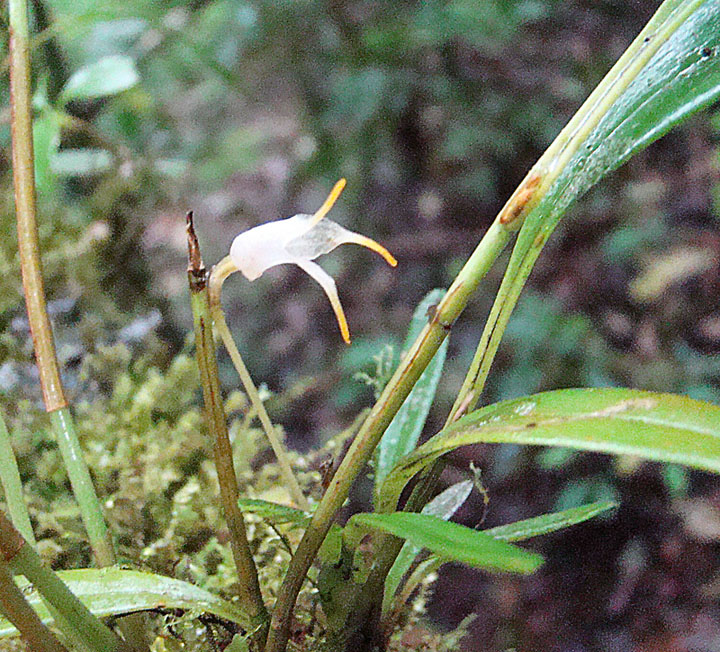